# فراش صقري طنان
الفَراش الصقريّ الطنّان هو نوع من الفراش الصقري يوجد في المناطق المعتدلة في أوراسيا.